# Cheiracanthium gracilipes
Cheiracanthium gracilipes là một loài nhện trong họ Miturgidae.
Loài này thuộc chi Cheiracanthium. Cheiracanthium gracilipes được Tord Tamerlan Teodor Thorell miêu tả năm 1895.